# Dos Hermanos
Dos Hermanos is een Nederlandse rapgroep.

## Geschiedenis
Dos Hermanos bestaat uit de broers Joel Labadie-Cortes en Lorenzo Labadie-Cortes (16 augustus 1989) uit Haarlem. 
Sinds 10 maart 2017, tot op heden, zijn zij de huisrappers van het televisieprogramma Het Klokhuis.
Op 17 oktober 2013 bracht Joel solo onder zijn eigen artiestennaam Joelito Cortes in samenwerking met rapper Lil' Kleine, 
de track "Verliefd Op Je Moeder" uit.
Deze release was onder de vlag van platenmaatschappij Top Notch. Op 1 november 2013 werd er nog een remix uitgebracht met Ronnie Flex.
Op 28 januari 2016 lanceerde radio-dj Giel Beelen zijn eigen online talentenplatform genaamd Giels Talentenjacht.
De broers besloten om als duo mee te doen en wonnen de wedstrijd.
Op 31 maart 2016 was het nationale live tv-debuut in het populaire televisieprogramma De Wereld Draait Door.  Dit zorgde ervoor dat ze in 2017 de vaste rappers werden van het tv-programma Opium Op Oerol. Dit is een onderdeel van het tv-programma Nu te Zien!. 
In deze vijf aflevering tellende reeks deelden de broers hun bevindingen tijdens het Oerol Festival, in de vorm van live muziek op locatie.
Sinds januari 2019 zijn de rappers wekelijks te horen op radiozender NPO 3FM. In de rubriek "De Weekrap" van radioprogramma Kevin brengen ze een muzikaal overzicht van actuele gebeurtenissen in het binnen- en buitenland uit de afgelopen week. 
Op 22 mei 2019 bracht de muziekuitgeverij van tv-omroep NTR het compilatiealbum Dos Hermanos in Het Klokhuis uit.

## Discografie

### Albums, mixtapes & ep's
- 2017: Speedy Gonzalez E.P
- 2018: Zone Out 1.0, E.P
- 2019: Dos Hermanos In Het Klokhuis, album
- 2019: Zone Out 2.0, E.P

## Filmografie

### Het Klokhuis
- Sauzen: 21 januari 2017
- Instagram:  7 februari 2017
- Escaperoom:  10 maart 2017
- Schepijs:  21 maart 2017
- Zuid-Afrikaans:  29 maart 2017
- Apartheid:  12 april 2017
- Treinonderhoud:  27 december 2017
- Achtbaan:  19 januari 2018
- Reddingsmaatschappij:  23 januari 2018
- Zwembadlaboratorium:  8 maart 2018
- Veilige Dijken:  21 maart 2018
- Kettingreactie:  11 september 2018
- Wind:  3 oktober 2018
- Kinderkanker:  7 november 2018
- Boulderen:  16 november 2018
- Vluchtelingen:  20 november 2018
- IJzertijd:  11 december 2018
- Zout:  13 december 2018
- Aikido:  4 januari 2019
- Pianist:  22 januari 2019
- Fukushima:  7 maart 2019
- Kijkje In Het Lichaam:  21 maart 2019
- Youtuber:  2-aug-2019
- Cobra Kunst:  13 september 2019
- Parasporten:  18 oktober 2019
- E-Sporten:  22 november 2019
- Slapen:  17 december 2019
- Kernenergie:  24 december 2019
- Veearts:  17 januari 2020